# Croton bathianus
Espèce
Croton bathianus est une espèce de plantes à fleurs du genre Croton et de la famille des Euphorbiaceae, présente à l'ouest de Madagascar.